# 希望のカケラ
「希望のカケラ」（きぼうのかけら）は、北出菜奈の楽曲。彼女の8枚目のシングルとして2006年10月4日にSME recordsから発売された。

## 概要
前作より8か月ぶりとなるシングル。アメリカのテレビアニメ『パワーパフガールズ』（以下、PPG）の日本リメイク作品『出ましたっ!パワパフガールズZ』（以下、PPGZ）の前期オープニングテーマに使用された。
後に北出はアメリカ、フランスのアニメフェステリバルへ赴き、楽曲を披露した。オリコンチャートでは最高位64位を記録し、売り上げは約3,000枚。2枚目のアルバム『I scream』、シングルコレクション『Berry Berry SINGLES』に収録されている。

## 収録曲
1. 希望のカケラ
  - 作詞：北出菜奈 / 作曲：田中秀典 / 編曲：snakyskullhead、安原兵衛
2. This is a GIRL
  - 作詞：北出菜奈 / 作曲・編曲：家原正樹
3. 希望のカケラ〜オリジナル・カラオケ〜